# Jon Ander Felipe
Jon Ander Felipe González (* 22. Mai 1995 in Getxo) ist ein spanischer Fußballtorwart.

## Karriere
Felipe begann seine Karriere bei Athletic Bilbao. Im August 2013 spielte er erstmals für das Farmteam CD Baskonia in der Tercera División. Im Sommer 2014 wurde er an den Drittligisten SD Amorebieta verliehen, für den er im August 2014 in der Segunda División B debütierte. Nachdem er in nur einem Spiel für Amorebieta zum Einsatz gekommen war, kehrte er im Januar 2015 zu Athletic Bilbao B zurück. Mit Bilbao B stieg er zu Saisonende in die Segunda División auf. Sein Debüt in der zweithöchsten spanischen Spielklasse gab er im Oktober 2015 am 8. Spieltag der Saison 2015/16 gegen den CD Numancia. Mit Bilbao B stieg er zu Saisonende nach nur einer Saison wieder in die Segunda División B ab.
Zur Saison 2016/17 wechselte er zum Erstligisten SD Eibar, wurde aber direkt an den Drittligisten UD Logroñés verliehen. Nach nur drei Spielen in der Segunda División B für Logroñés wurde er im Januar 2017 an UE Llagostera weiterverliehen. Für Llagostera absolvierte er allerdings kein Spiel.
Im Sommer 2017 wechselte Felipe zum CD Toledo.